# Edson Álvarez
Edson Omar Álvarez Velázquez (* 24. Oktober 1997 in Tlalnepantla) ist ein mexikanischer Fußballspieler auf der Position eines Verteidigers.

## Karriere

### Vereine
Álvarez begann seine Laufbahn im Nachwuchsbereich des CF Pachuca, von dem er jedoch im Alter von 14 Jahren wegen „zu kleiner Statur“ ausgemustert wurde. Zu jener Zeit wollte er die Fußballschuhe schon beinahe an den viel zitierten Nagel hängen. Zwei Jahre später, mit 16 Jahren, probierte er es noch einmal beim Hauptstadtverein Club América und konnte die Verantwortlichen nach dreimonatigen Trainingseinheiten davon überzeugen, ihm eine Chance zu geben. Paradoxerweise ist Álvarez inzwischen 1,87 m groß.
Nachdem er einige Monate erfolgreich in den Nachwuchsmannschaften des Club América aktiv gewesen war, erhielt er zum 1. Januar 2017 seinen ersten Profivertrag und hat bisher (Stand: Saisonende 2018/19) bereits 70 Einsätze in der mexikanischen Profiliga absolviert (und dabei zwei Tore erzielt).
Seit der Saison 2019/20 ist er Vertragsspieler des niederländischen Erstligisten Ajax Amsterdam. Sein Punktspieldebüt gab er am 17. August 2019 (3. Spieltag) beim 4:1-Sieg im Auswärtsspiel gegen die VVV-Venlo. Sein erstes Ligator erzielte er am 21. März 2021 (27. Spieltag) beim 5:0-Sieg im Heimspiel gegen den ADO Den Haag mit dem Treffer zum 3:0 in der 32. Minute.
Im August 2023 wechselte er zu West Ham United.

### Nationalmannschaft
Bereits am 8. Februar 2017 kam Álvarez in einem Testspiel gegen Island (1:0) zu seinem ersten Einsatz für die mexikanische Nationalmannschaft und bereits in seinem vierten Länderspieleinsatz am 16. Juli 2017 kam er im Vorrundengruppenspiel des Turniers um den CONCACAF Gold Cup 2017 gegen die Fußballnationalmannschaft von Curaçao (2:0) zu seinem ersten Länderspieltreffer.
Nach insgesamt zehn Länderspieleinsätzen, die er bis Ende März 2018 absolviert hatte, wurde Álvarez in den 28-köpfigen Kader berufen, aus dem der mexikanische WM-Kader für 2018 ausgewählt wird. Er gehörte auch dem Kader für die Weltmeisterschaft 2022 in Katar an und kam im ersten und dritten Spiel der Gruppe C zum Einsatz. Bis zum 30. November 2022 hatte er 62 Länderspiele bestritten, in denen er drei Tore erzielte.

## Erfolge
Nationalmannschaft
- CONCACAF Gold Cup: 2019, 2023, 2025

Vereine
Club América
- Mexikanischer Meister: Apertura 2018

Ajax Amsterdam
- Niederländischer Meister: 2021, 2022
- Niederländischer Pokalsieger: 2021